# ویلیام هنری پرکین جونیور
ویلیام هنری پرکین جونیور (انگلیسی: William Henry Perkin Jr.; ۱۷ ژوئن ۱۸۶۰ – ۱۷ سپتامبر ۱۹۲۹) یک دانشمند در زمینه شیمی آلی اهل بریتانیا بود.
وی همچنین برندهٔ جوایزی همچون همکار انجمن سلطنتی، مدال پادشاهی، و مدال دیوی شده است.